# WINNER (RYTHEMの曲)
「WINNER」（ウィナー）は、日本の音楽デュオ・RYTHEMの13作目のシングル。

## 解説
初回仕様には、絆創膏型オリジナルステッカー封入。「WINNER」は、NHK『みんなのうた』のために書き下ろされた。「スポーツの秋」にちなみ“運動会の徒競走”をテーマに子供に向けた応援ソングを作り上げたとのことである。10月10日（旧体育の日、現・スポーツの日）に発売される。2007年7月21日に東京の日比谷公園で行われたフリーライブにて初披露。
「カメレオン仮面」は、素直じゃいられないっていうテーマで曲を書いたもの。「カメレオン」は場の雰囲気に合わせて自分をついつい偽っている、「仮面」はほんとの自分を隠しているということである。
ジャケットは青木純による描き下ろし。ボブカットにする前のお団子ヘア時代の新津の姿を描いている。 
同年12月から2008年1月にはお楽しみ枠で再放送され、4か月連続の放送となっている。2013年10月にはラジオで再放送された。

## 収録曲
1. WINNER
  - 作詞・作曲：RYTHEM／編曲：益田TOSH
  - NHK「みんなのうた」2007年10月 - 11月度
2. カメレオン仮面
  - 作詞・作曲：新津由衣／編曲：益田TOSH
3. WINNER（カラオケ）

## 参加ミュージシャン
RYTHEM
- YUI：Vocal (#1,2)
- YUKA：Vocal (#1,2)

Additional Musician
- Shige "Ernie" Tanaka：Sound Produced (#1,3)
- 益田TOSH：Programming (#1,3)
- 青山純：Drums (#1,3)
- 種子田健：Bass (#1,3)
- 石井マサユキ：Acoustic Guitar (#1,3)
- Philip Woo：Acoustic Piano (#1,3)
- 弦一徹ストリングス：Strings (#1,3)

## 収録アルバム
- BEST STORY (#1)